# المرأة السادية وأيديولوجية التصوير الإباحي
المرأة السادية وأيديولوجية التصوير الإباحي هو كتاب غير خيالي كتب بواسطة الروائية الإنجليزية أنجيلا كارتر.
الكتاب بمثابة إعادة التقدير لأعمال ماركيز دي ساد والذي انتقد من قبل المنظرين النسويين المبكرين مثل أندريا دوركن. على النقيض ترى كارتر أن دي ساد هو أول كاتب يرى في النساء ما هو أكثر من آلة للإنسال، متعدياً بذلك الجانب البيولوجي لهم.